# Asplenium jensenii
Asplenium jensenii är en svartbräkenväxtart som beskrevs av Carl Frederik Albert Christensen. Asplenium jensenii ingår i släktet Asplenium och familjen Aspleniaceae. Inga underarter finns listade.